# 磨蚀
磨蚀（Corrasion）是一种风的地质作用，当气流中包含水分和硬颗粒物质，如沙粒等时，其破坏作用增强。借助硬颗粒进行的破坏作用称为磨蚀。
磨蚀作用在狭窄的山谷，大裂隙带以及被强烈烘热的沙漠盆地等处最为强烈，因为这些地方常产生粉尘涡流。这些粉尘涡流裹挟起由物理风化形成的松散物质，向上抛起，打碎。由此使得盆地加深。